# 惠特菲爾德·迪菲
貝利·惠特菲爾德·迪菲（英語：Bailey Whitfield Diffie，1944年6月5日—），小名懷特·迪菲（英語：Whit Diffie），生於美國華盛頓哥倫比亞特區，密碼學者，對公開密鑰加密技術有重大貢獻。曾提出迪菲-赫爾曼密鑰交換，並因此獲得2015年圖靈獎。

## 生平
其父貝利·威利·迪菲（Bailey Wallys Diffie），是一名歷史學家，專長於伊比利亞人與拉丁美洲歷史，任教於紐約市立學院。其母賈斯汀·路易絲·惠特菲爾德（Justine Louise Whitfield）也是一位學者及作家。
迪菲在華盛頓特區出生，在紐約市長大，從10歲開始就對密碼學有興趣。大學進入麻省理工學院，主修數學，1965年取得理學士學位。之後至史丹福大學唸研究所。1992年獲得瑞士苏黎世联邦理工学院頒發的榮礜博士學位。
1975年至1976年間，與馬丁·赫爾曼共同研究加密機制。在1976年，兩人共同發表論文《密碼學的新方向》（New Directions in Cryptography），他們在此論文中提到的加密方式，也就是後來的迪菲－赫尔曼密钥交换（Diffie–Hellman key exchange）協議。